# 700 a.C.

## Eventos
Grécia
- 740 a.C. - 700 a.C. — Reinado de Alcâmenes rei de Esparta reinou desde 740 a.C. da Dinastia Ágida.[1]
- 700 a.C - 665 a.C. — Polidoro de Esparta é feito rei de Esparta, pertenceu à Dinastia Ágida, m. 665 a.C.[1]
- 20a olimpíada: Atéradas da Lacônia, vencedor do estádio.[2]

Oriente Médio
- Os elamitas renovam sua aliança com Marduque-aplaidina.[3]
- Bel-ibni é removido do trono por Senaqueribe que o substitui pelo próprio filho, Assurnadinsumi.[4]

África
- construção da Grande Torre em Yeha capital de D'mt [5]

## Mortes
- Alcâmenes rei de Esparta[1]